# قوس قزح

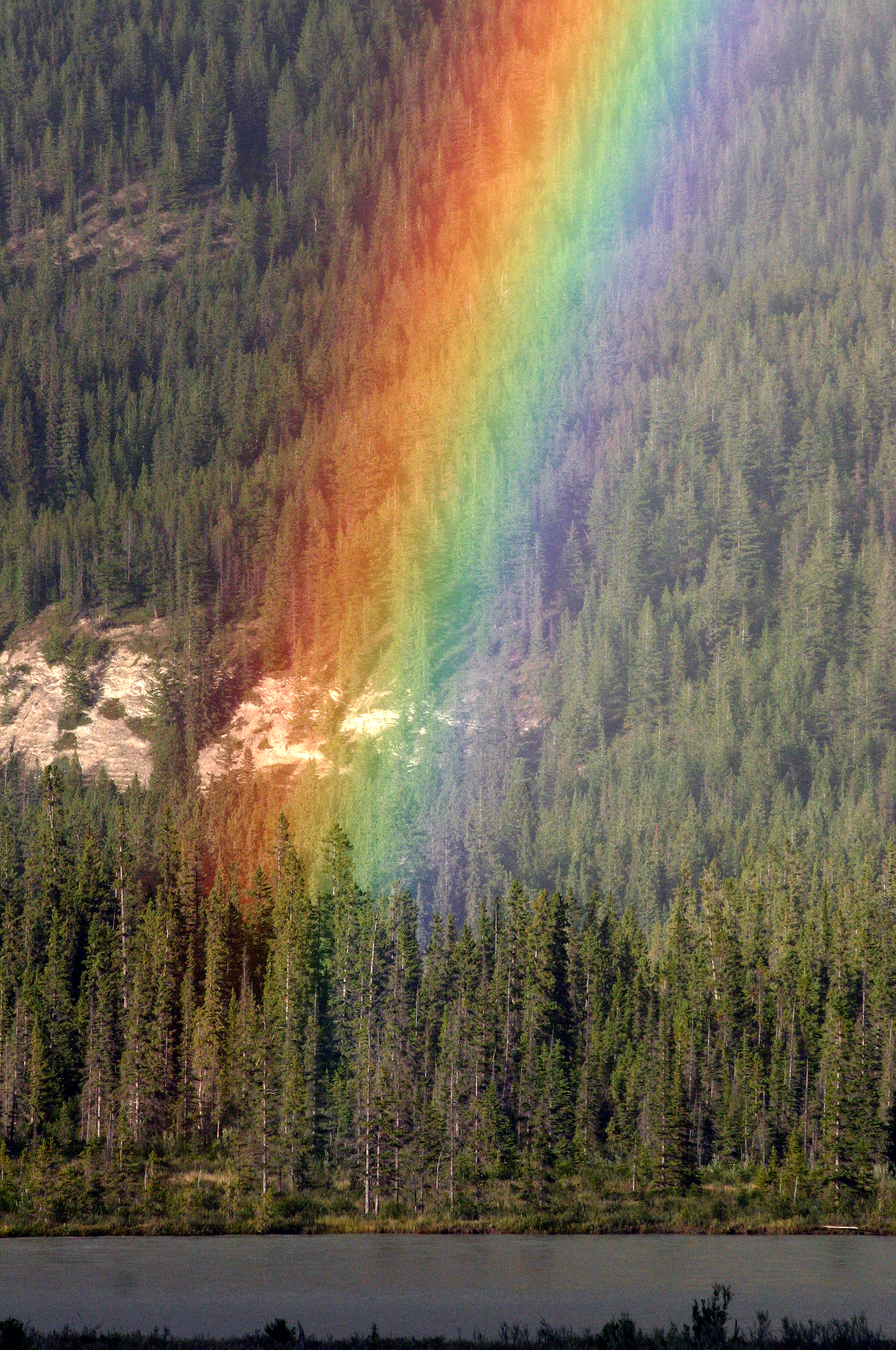
قوس الألوان

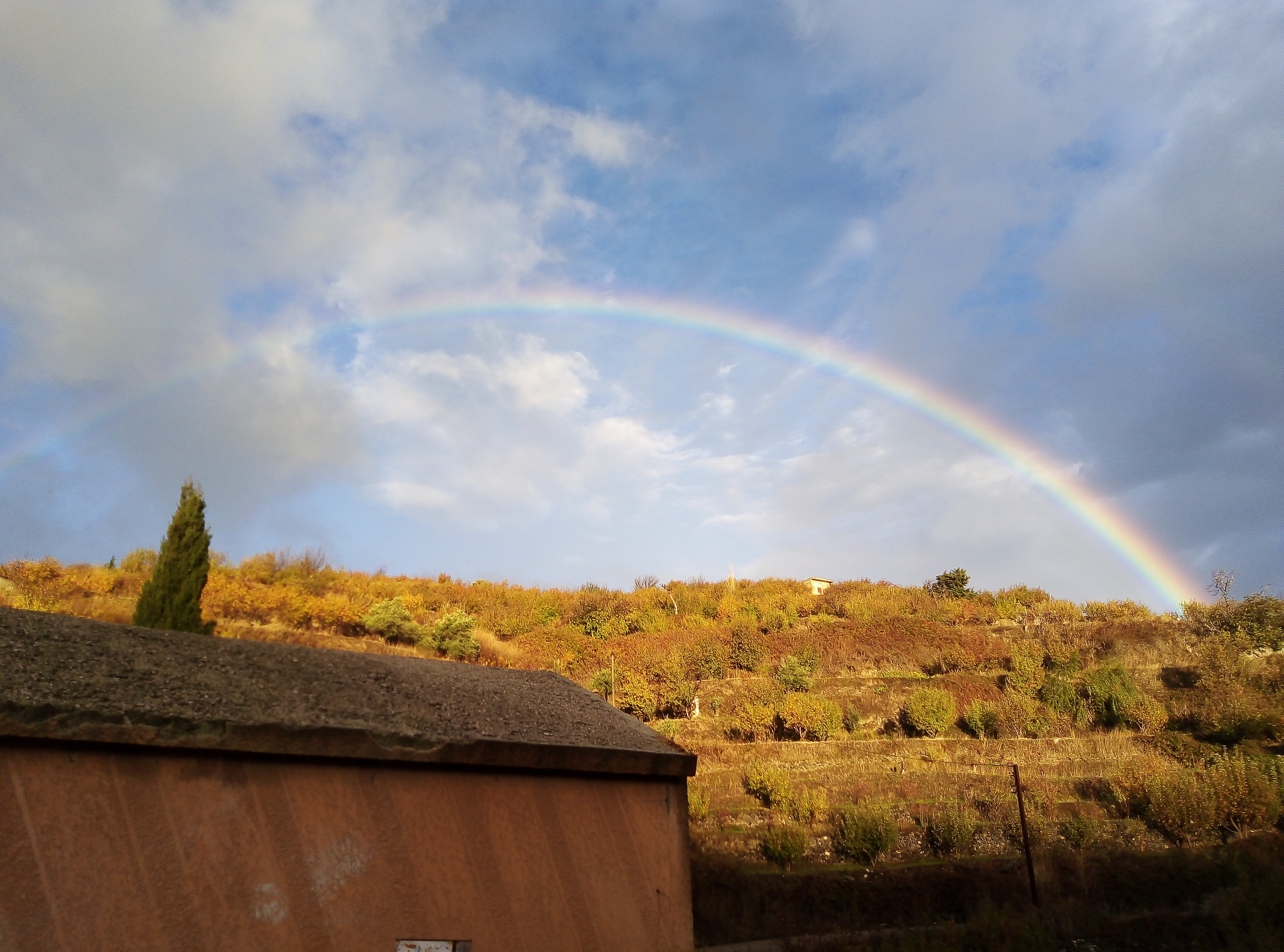
قوس قزح في سوريا

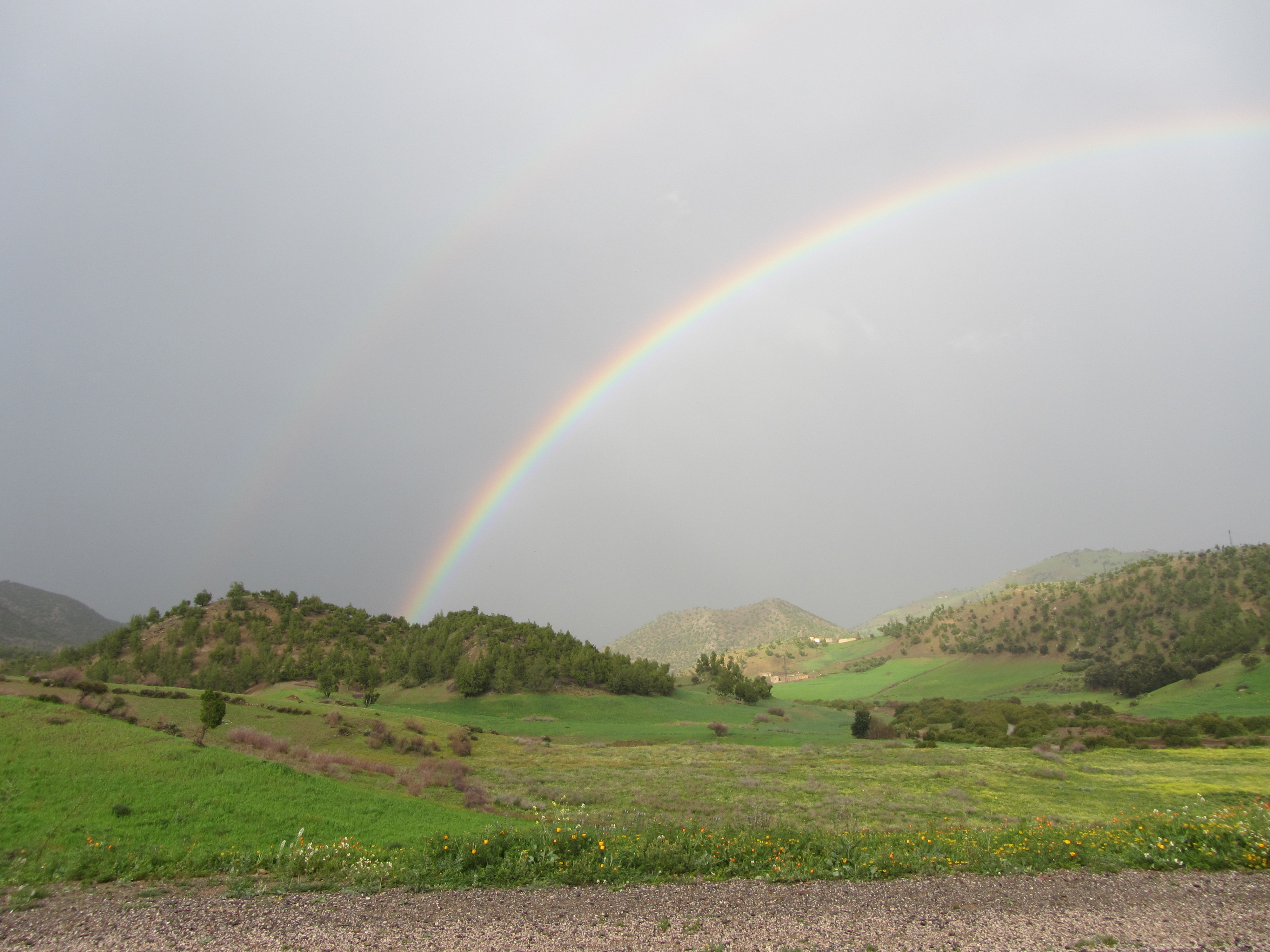
قوس المطر في المغرب

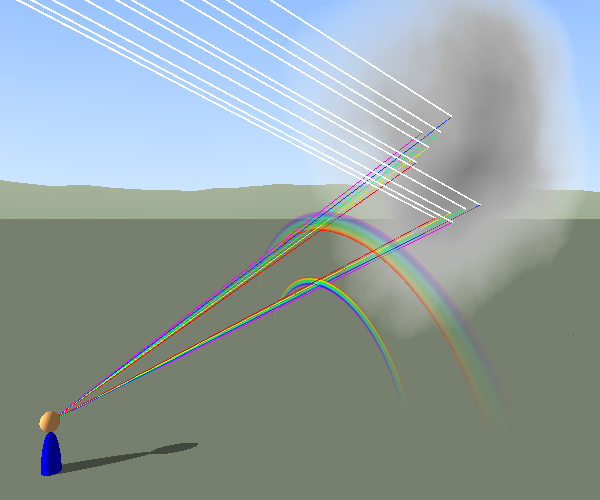
تشكل القوس

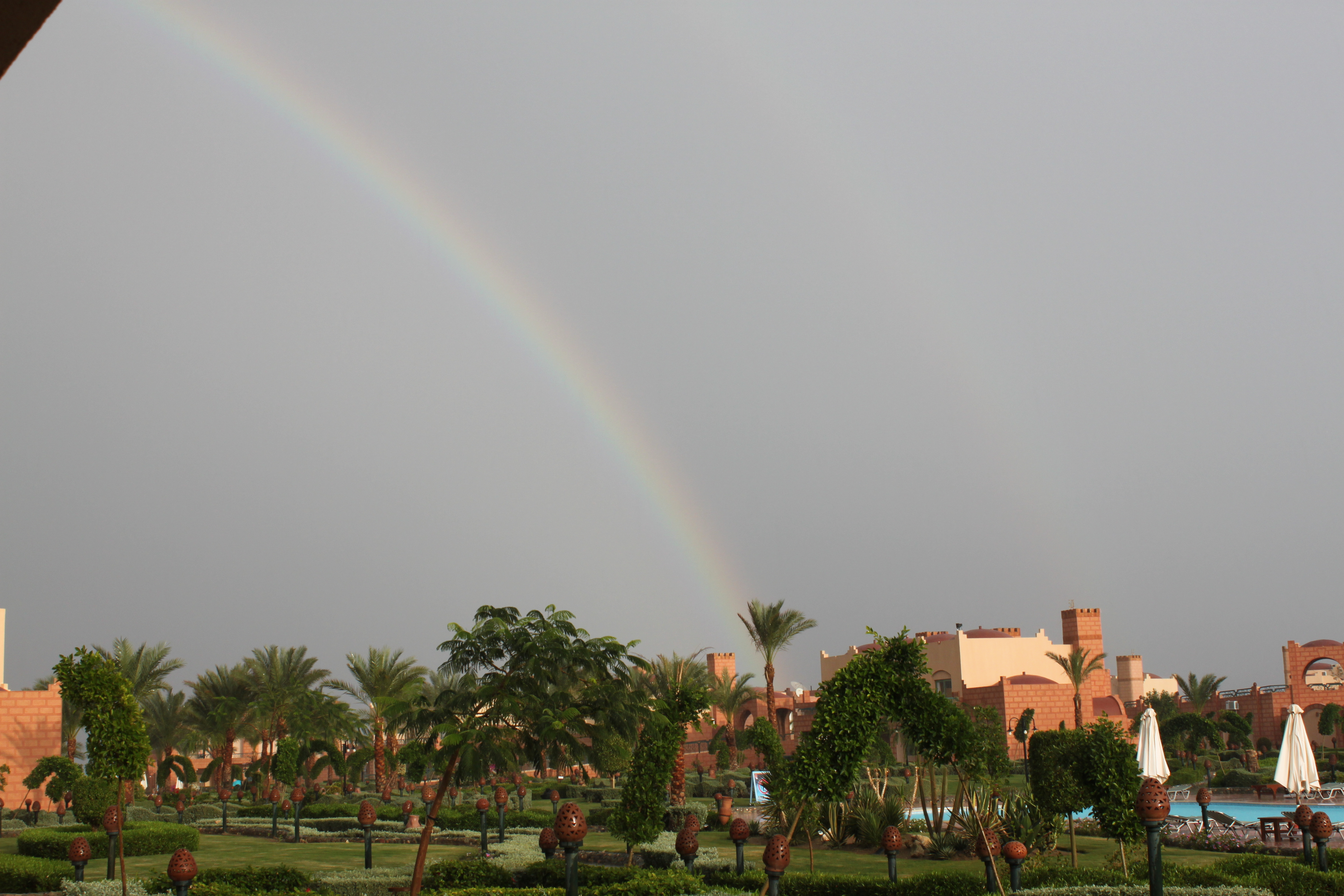

قَوْسُ قُزح يسمى كذلك قوس المطر أو قوس الألوان وهو ظاهرة طبيعية فيزيائية ناتجة عن انكسار وتحلل ضوء الشمس خلال قطرة ماء المطر، يظهر قوس المطر بعد سقوط المطر أو خلال سقوط المطر والشمس مشرقة، تكون الألوان في القوس اللون الأحمر من الخارج ويتدرج إلى البرتقالي فالأصفر فالأخضر فالأزرق فأزرق غامق (نيلي) فبنفسجي من الداخل، ضوء الشمس يحتوي على العديد من الألوان الطيفية وهي عبارة عن أشعة ذات أطوال موجية مختلفة، يظهر قوس القزح عادة بشكل نصف دائري وفي حالات نادرة يكون قمرياً حيث يكون انكسار ضوء القمر المسبب لهُ عبر قطرة الماء ملائماً مع مكان وجود القمر في تلك اللحظات. ويظهر للمشاهد نتيجة لضوئهِ الخافت أبيض لأن العين البشرية لا تستطيع أن ترى الألوان في الليل.

## زاوية قوس قزح
عند رؤية قوس قزح فهذا يعني أن عين المراقب تكون في اتجاه معاكس لاتجاه الشمس كما أن زاوية مخروطية تقع بين خط الأفق وأي نقطة على القوس. تكون هذه الزاوية 42o تقريبا وتسمى زاوية قوس قزح وتكون زاوية الرؤية 84o.

## التفسير الفيزيائي
في البداية ينكسر ضوء الشمس الساقط بشكل مائل عند دخوله في قطرات المطر ومن ثم ينعكس مرة أخرى في السطح الداخلي من القطرة وينكسر أيضا عند خروجه من القطرة. يظهر التأثير الكلي في الضوء الساقط منعكسا على مدى واسع من الزوايا، مع تركيز شديد له في زاوية 40°–42°. يمكن اثبات أن هذه الزاوية مستقلة عن حجم القطرة، ولكنها تعتمد على معامل الانكسار. يمتلك ماء البحر معامل انكسار أعلى من ماء المطر، لذا يكون نصف قطر قوس قزح في المرشات البحرية أصغر من القوس الحقيقي. يكون هذا مرئيا للعين المجردة على هيئة عدم استقامة بين هذين القوسين.

### حسابات رياضية

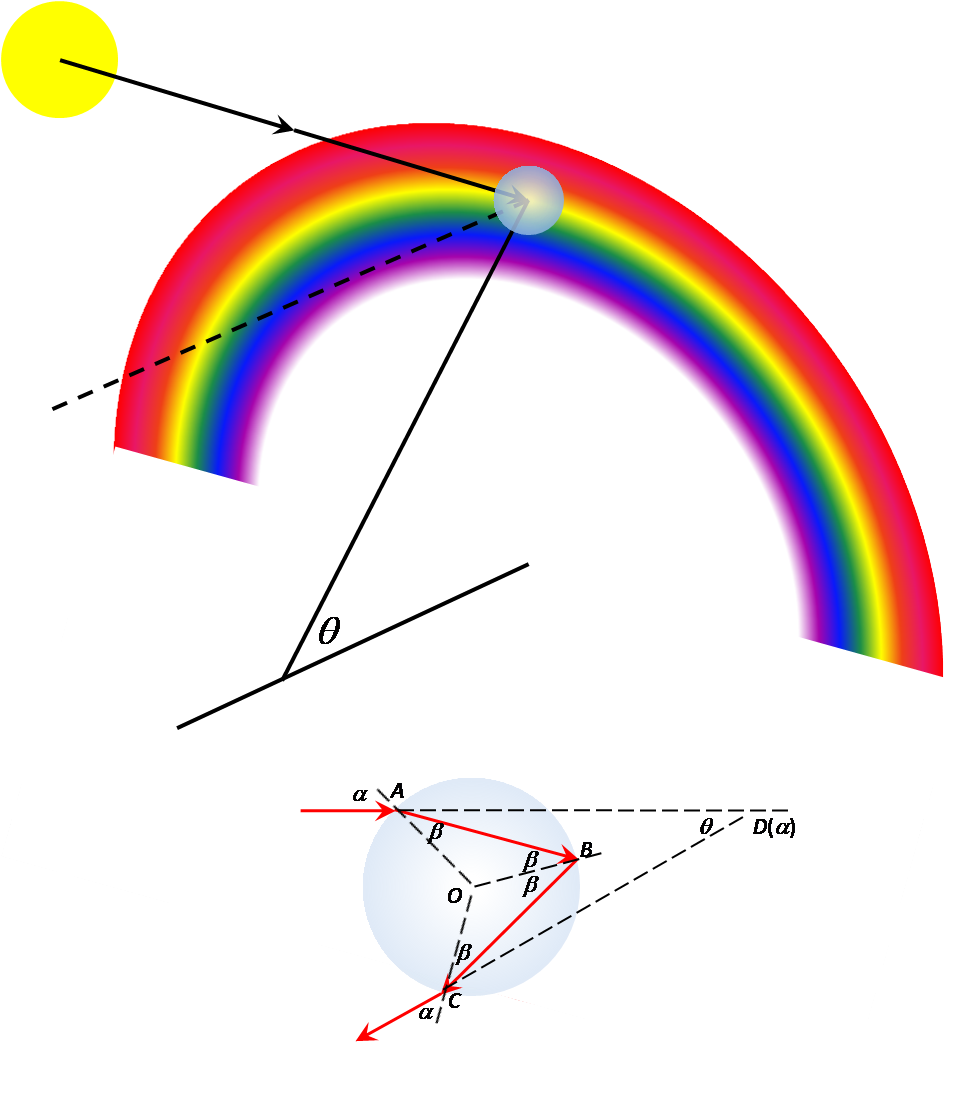
توضيح زاوية قوس قزح

يمكن استنتاج العلاقة الرياضية لزاوية قوس قزح (نصف زاوية الرؤية) بدلالة معامل الانكسار من العلاقات الآتية:
alpha=يمكن أن تكون أي زاوية ولكن عادة تكون 60°
{\displaystyle \beta =\sin ^{-1}\left[{\frac {\sin(\alpha )}{n}}\right]\,}
{\displaystyle D(\alpha )=-\pi -[2(\alpha -\beta )+k(2\pi -2\beta )]\,}
{\displaystyle \theta =2\pi -(2(\alpha -\beta )+k(2\pi -2\beta )),}
حيث
{\displaystyle \theta \,} زاوية قوس قزح
{\displaystyle D(\alpha )\,} زاوية الانحراف
{\displaystyle \alpha \,} زاوية الشعاع الساقط نسبة إلى العمودي على سطح القطرة
{\displaystyle \beta \,} زاوية انكسار الشعاع نسبة إلى العمودي على سطح القطرة
{\displaystyle n\,} معامل الانكسار الضوئي للمادة (حوالي 1.333 في الماء)
{\displaystyle k\,} عدد المرات الانعكاس داخل القطرة
ملاحظة: يتم التبديل بين {\displaystyle D(\alpha )\,} وبين {\displaystyle \theta \,} بحيث تأخذ {\displaystyle \theta \,} القيمة الأقل.
عند الانعكاس مرة واحدة داخل القطرة، أي k = 1 تكون زاوية قوس قزح 42°.

### تعدد الألوان
المعادلات السابقة تمثل صيغة عامة بدلالة معامل الانكسار. لكن من المعروف أن الضوء المرئي ليس سوى خليطا من الأطوال الموجية لألوان الضوء المختلفة. لهذا السبب يكون لكل لون معامل انكسار خاص به (يختلف قليلا عن معامل الانكسار المجاور).كما يختلف معامل الانكسار من وسط إلى وسط أي يختلف للهواء كوسط لانتشار الضوء أو الزجاج أو الماء.
عند تطبيق المعادلة لكل معامل انكسار على حدة ستظهر مجموعة من الزوايا المختلفة عن القيمة السابقة لكل لون على حدة. على سبيل المثال تكون زاوية قوس قزح 42.3° عند اللون الأحمر والذي له معامل انكسار في الماء 1.33141 بينما تكون حوالي 40.4° عند اللون البنفسجي لأن معامل انكساره في الماء هو 1.34451
إن قوس قزح يجب الا

## اقرأ أيضا
- علم قوس قزح
- قوس الضباب
- انكسار الضوء
- طيف
- طيف التردد
- حيود براج
- تداخل